# L'Enfantillage-Polka
L'Enfantillage-Polka, op. 202, är en polka-française av Johann Strauss den yngre. Den framfördes första gången den 25 januari 1858 i Sofiensäle i Wien.

## Historia
Den 8 januari meddelade tidningen Die Presse titlarna på några av den nya danser som Johann Strauss den yngre hade skrivit och skulle presentera vid årets karneval. Bland verken fanns polka-française L'Enfantillage som Strauss hade skrivit till "Crêche Ball". Denna välgörenhetstillställning, den andra av sitt slag till förmån för Wiens barnkrubbor, ägde rum i Sofiensäle den 25 januari 1858. Polkan blev omedelbart populär och recensenten i Wiener Theaterzeitung skrev den 28 januari: "Johann Strauss senaste polka 'L'Enfantillage'... är en av de mest charmfulla kompositioner och frammanade samma energi som 'Annen-Polka' på sin tid [op. 117]. Vid juristernas bal och De fattigas bal i Sperl var Strauss tvungen att repetera denna högst originella och pikant instrumenterade polka mer än ett halvdussin gånger. Strauss tröttnade aldrig på att spela den och dansarna blev allt mer livliga. Polkan är ett av de mest framgångsrika styckena som har spelats på åratal och kommer spelas ofta under karnevalen, ty dansälskarna kommer endast vilja röra sig till tonerna av 'Enfantillage'." Reportern i Wiener Kurier gick ännu längre i sina lovord och ansåg den vara "ett musikstycke som utan tvekan kan jämställas med Schumanns och Chopins kompositioner vad gäller ömhet, sötma och tematisk enkelhet." Den nya polkan lanserades av Carl Haslingers förlag den 18 februari mindre än en månad efter premiären.
Benämningen "Zäpperl-Polka" (eller "Zepperl-Polka") syftar på en österrikisk variant av den franska polkan (Polka française). Verbet 'zepperln' betydde på wienerdialekt att röra sig med små steg som en åldring eller i detta fall, som små barn.

## Om polkan
Speltiden är ca 2 minuter och 52 sekunder plus minus några sekunder beroende på dirigentens musikaliska tolkning.